# Albert Rousseau
Pour les articles homonymes, voir Rousseau.
 (février 2018).
Si vous disposez d'ouvrages ou d'articles de référence ou si vous connaissez des sites web de qualité traitant du thème abordé ici, merci de compléter l'article en donnant les références utiles à sa vérifiabilité et en les liant à la section « Notes et références ».
Albert Rousseau, né le 17 octobre 1908 à Saint-Étienne-de-Lauzon où il est mort le 18 mars 1982, est un artiste-peintre québécois.

## Biographie

### Jeunesse
Né à Saint-Étienne-de-Lauzon, il est le fils d'Omer Rousseau et d'Alice Roy et l'aîné d'une famille de six garçons. Il descend d'un certain Jacques Rousseau, qui a quitté l'île de Ré pour la Nouvelle-France en 1665.
Il s'inscrit en 1925 à l'École des beaux-arts de Québec à l'âge de 16 ans. Son séjour à cette École (où étudia aussi juste avant lui Alfred Pellan) dure six ans et il y récolte plusieurs prix et médailles. À sa sortie de l'École, il désire peindre son pays et la nature.
Il peint les grands paysages de Charlevoix avec son ami Marc-Aurèle Fortin. En 1939, il expose un tableau intitulé Le Havre au Salon du Printemps de la Galerie des arts de Montréal.
Il fréquente souvent ce Salon au cours des années suivantes et il y gagne un premier prix en 1948, la même année que Pellan. Rousseau est un artiste qui cultive constamment son art, expérimentant et variant les textures, les matériaux et les techniques. Son talent pour rendre la lumière et les couleurs est reconnu et apprécié des experts, mais aussi du grand public. Il fait construire son atelier à Saint-Étienne-de-Lauzon. Il voyage vers les Provinces maritimes, d'où il rapporte des marines, puis vers l'ouest canadien où il peint des totems qui révèlent son intérêt pour la mythologie amérindienne. Il produit tableaux, aquarelles et terres cuites.

### 1960 - 1982
En 1960, Rousseau remporte le premier prix du concours de la Galerie nationale du Canada sur les Scènes d'hiver. Le 23 août 1964, Rousseau inaugure sa première Exposition Champêtre à son atelier de Saint-Étienne. On y retrouve les œuvres des artistes et élèves fréquentant son studio. Cela devient une tradition et chaque été, un nombre grandissant d'élèves et d'artistes y présentent leurs œuvres. A la fin des années 1960, plusieurs milliers de personnes se rendent à ces expositions champêtres qui durent deux jours. En 1965, Rousseau abandonne son travail dans l'hôtellerie (qui lui permettait de « faire vivre son art ») pour se consacrer exclusivement à la peinture. Il a 57 ans. Il anime son atelier libre, qui compte une quarantaine de membres dès 1968. Rousseau peint paysages, natures mortes, nus, marines.
En 1970, la septième Exposition Champêtre présente les œuvres de 75 artistes qui fréquentent les ateliers libres d'Albert Rousseau. La même année, Rousseau achète le vieux moulin à scie et farine de la Seigneurie de Lauzon sur la rivière Beaurivage, le moulin Gosselin, qu'il reconvertit en Moulin des Arts. Ce nouveau gain en espace lui permet d'organiser, à l'aide de plusieurs autres artistes de ses amis, des cours de peinture, de céramique, de gravure. Les futures expositions champêtres auront lieu au Moulin des Arts.
La carrière de Rousseau se poursuit et son art ne cesse d'évoluer. Il multiplie les voyages, sans pour autant cesser de peindre son pays, ses hivers et ses automnes. À partir de 1975, il diminue un peu le rythme de ses voyages à l'étranger mais pas celui de sa peinture. Il peint sans relâche jusqu'à sa mort en 1982, à 73 ans. Son dernier tableau représente une femme enceinte protégée par un mystérieux personnage et une jeune mère tenant un bébé dans ses bras.

## Impact
Albert Rousseau se classe dans la même catégorie que Marc-Aurèle Fortin, René Richard, Francesco Iacurto, Jean Paul Lemieux, et Léo Ayotte. Il a cru en la nécessité de travailler constamment son art afin d’évoluer comme artiste; il déclare une fois à un journaliste : « Nous signons notre arrêt de mort le jour où nous cessons d’évoluer. »
Albert Rousseau, en marge des institutions, s’est distingué en animation artistique et culturelle depuis le début de la Révolution tranquille. Il accepte de donner des cours de peinture, tout en demeurant convaincu qu’on ne peut vraiment enseigner la création artistique. Il abandonne l’enseignement programmé au profit d’ateliers libres.
Pendant sa longue carrière, Rousseau prend plaisir à essayer divers matériaux et techniques, à peindre à l’huile ou à l’aquarelle, à utiliser des polymères et la glaçure, à dessiner au crayon chinois ou à graver le cuivre, à inventer ses nus ou ses abstractions sur de la toile de lin, coton ou sur du plexiglas ou du bois, à traduire en langage pictural la maison familiale.

## Le Moulin des Arts
Le Moulin des Arts d’Albert Rousseau existait dans l’esprit du peintre, déjà bien longtemps avant son inauguration en 1971. C’était l’ancien moulin à scie et farine de la Seigneurie de Lauzon, situé tout près de son atelier de Saint-Étienne, sur la rivière Beaurivage.
La septième Exposition champêtre, qui a eu lieu en 1970, fut la dernière à se tenir à la maison et à l’atelier. En 1971, le tout se tiendrait dorénavant au Moulin des Arts. Donc, le 6 juin 1971 se tient la huitième Exposition Champêtre au Moulin des Arts. Soixante-quinze artistes y présentent des centaines d’œuvres : sculptures, tableaux, aquarelles, dessins, céramiques, gravures.
La Société Radio-Canada tourne au moulin des Arts de Saint-Étienne un film pour sa série Invitation au loisir.
La dixième Exposition en 1973 réunit plus de mille œuvres présentées par 70 exposants. En 1974, la onzième réunit plus de 85 artistes. Gilles Brown, journaliste au Journal Secret des Artistes, écrit que Rousseau, un peintre en constante évolution n’hésite pas à en communiquer les résultats aux artistes qui fréquentent ses ateliers libres au Moulin des Arts.
En 1975, la douzième réunit cette fois 90 artistes de toutes catégories, en 1976, la treizième, 93 participants, en 1977, la quatorzième offre à ses milliers de visiteurs des œuvres d’une centaine d’artistes. En 1978, la quinzième attire 120 participants et six mille visiteurs. En 1979, le Moulin accueillait les 88 participants de la seizième exposition. Ce fut la dernière Exposition Champêtre de Rousseau au Moulin des Arts.

## Hommages

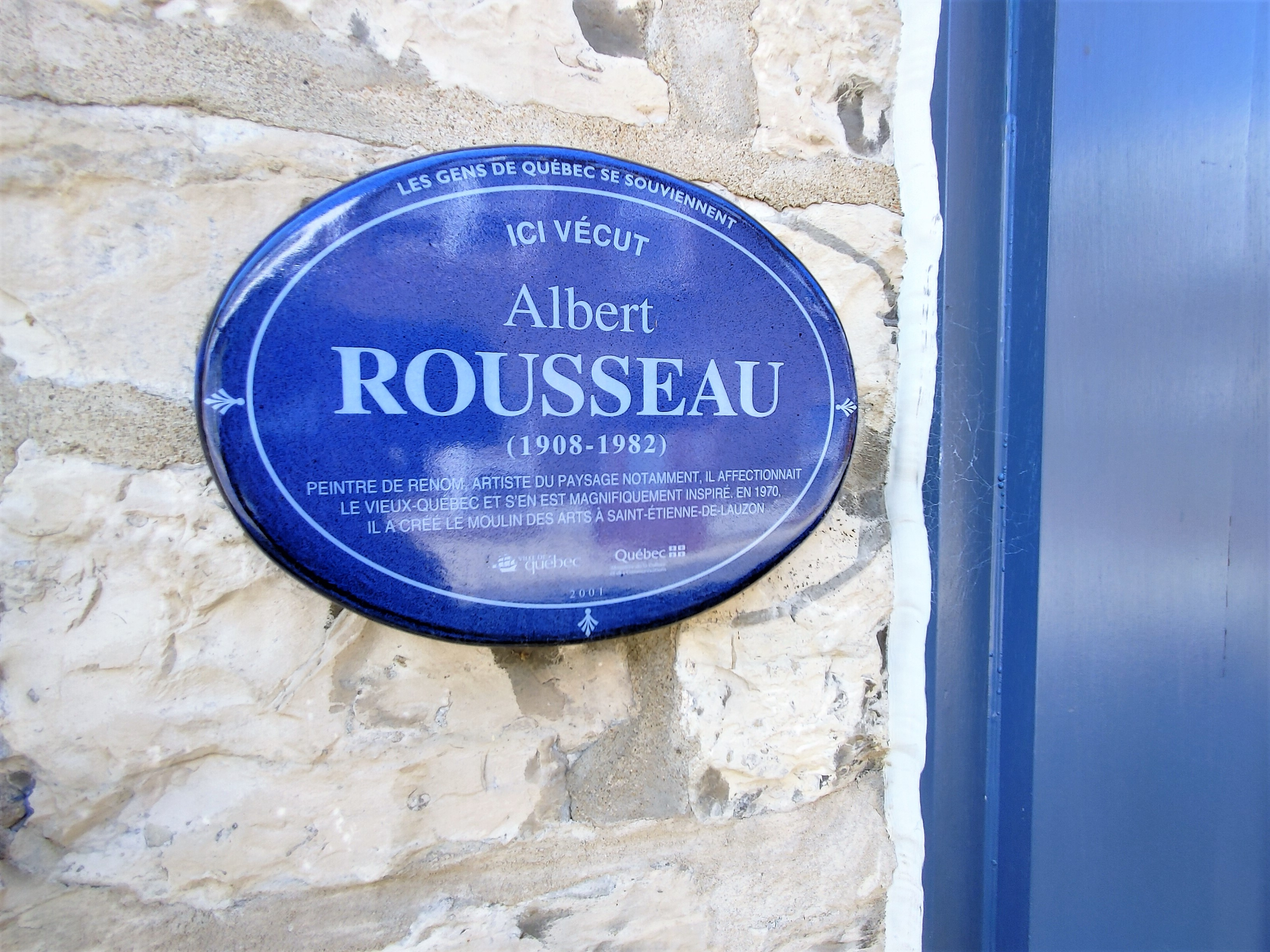
Plaque d'Albert Rousseau
9, rue Monseigneur-De Laval, Québec

Dès 1983, la première grande reconnaissance pour Rousseau fut l’attribution de son nom à la salle Albert-Rousseau, située dans l’arrondissement Sainte-Foy-Sillery de Québec.
Les premiers dirigeants de la corporation avaient retenu comme nom de salle celui du peintre reconnu pour son apport à la promotion et au développement de la culture en général. Albert Rousseau a été un animateur culturel à son époque et il s’est appliqué à rendre l’art accessible à l’ensemble de la population. Par ce geste, les dirigeants de la corporation reconnaissaient son côté visionnaire.
Son nom fut ensuite donné à la bibliothèque Albert-Rousseau et à l'avenue Albert-Rousseau à Saint-Étienne, puis à l’avenue Albert-Rousseau à Québec, ensuite une plaque commémorative a été placée au 9, rue Laval pour y indiquer qu’Albert Rousseau y avait vécu.
En 1992, une première exposition rétrospective a lieu à la Villa Bagatelle de Québec, suivie en 1992 également d’une deuxième intitulée « Forces et Couleurs » au musée Marc-Aurèle Fortin du Vieux-Montréal.
En 1994, le Musée du Québec a exposé un de ses tableaux dans le cadre de l’exposition intitulée « Québec plein la vue ».
En 2022, le Musée d'art Contemporain de Montréal a aussi publié sur son site web une œuvre d'Albert Rousseau en sa possession. https://macrepertoire.macm.org/artiste/rousseau-albert/

## Musées et collections publiques
- Maison des Jésuites de Sillery
- Musée de la civilisation, collection du Séminaire de Québec[4]
- Musée des beaux-arts du Canada[5]
- Musée Laurier
- Musée McCord
- Musée national des beaux-arts du Québec[6]
- La Pulperie de Chicoutimi
- Musée d'Art Contemporain de Montréal